# Erik Axel Karlfeldt
Erik Axel Karlfeldt (Karlbo, 20 de julho de 1864 — Estocolmo, 8 de abril de 1931) foi um poeta sueco simbolista, cujas poesias aparecem como regionalistas da era popular. Recebeu, a título póstumo, o Nobel de Literatura de 1931. Karlfeldt recusou o prêmio em 1919, considerando tal atribuição injusta por ser ele o secretário permanente da Academia Sueca.
Karlfeldt nasceu em uma família de agricultores em Karlbo, na província de Dalarna. Inicialmente, seu nome era Erik Axel Eriksson, mas ele assumiu seu novo nome em 1889, querendo se distanciar de seu pai, que havia sofrido a desgraça de uma condenação penal. Ele estudou na Universidade de Uppsala, ao mesmo tempo apoiando-se através do ensino escolar em vários lugares, incluindo Djursholms samskola em Djursholm, subúrbio de Estocolmo, e em uma escola para adultos. Após completar seus estudos, ele ocupou uma posição na Biblioteca Real da Suécia, em Estocolmo, por cinco anos.
Em 1917, Karlfeldt recebeu seu alma mater da Universidade de Uppsala, concedendo-lhe o título de Ph.D. em Honoris causa.

## Academia Sueca
Erik Axel Karlfeldt ocupou a cadeira 11 da Academia Sueca, para a qual foi eleito em 1904.

## Obras
- Vildmarks- och kärleksvisor (1895)
- Fridolins visor och andra dikter (1898)
- Fridolins lustgård och Dalmålningar på rim (1901)
- Flora och Pomona (1906)
- Flora och Bellona (1918)
- Hösthorn (1927)